# John Debney
John Debney (Glendale, Califòrnia, 18 d'agost de 1956) és un prolífic compositor de cinema nord-americà, nominat a l'Oscar l'any 2004 per The Passion of the Christ i guanyador de tres Emmy després de ser nominat dues vegades més.
Nascut dins d'una família de la indústria del cinema (el seu pare, Louis Debney, era un productor per a la CBS i Disney durant els anys 1960), Debney es va graduar a l'UCLA i començava la seva carrera musical com a orquestrador i compositor de lloguer els primers anys 1980. Va gaudir d'una gran quantitat popularitat per la música que componia i els premis que se li atorgaven per al seu treball a la televisió i espectacles com Star Trek: The Next Generation, The Young Riders i SeaQuest DSV.
Fins que va arribar el seu primer gran èxit a la pantalla gran el 1993 amb la banda sonora de la comèdia supranatural de Disney Hocus Pocus. Des de llavors, Debney ha esdevingut a un dels compositors més ocupats i més prolífics que treballin a Hollywood, demostrant una gran adaptabilitat a gèneres múltiples, sovint sobre projectes produïts per la Corporació Walt Disney.

## Filmografia
- Everyone's Hero (2006)
- Idlewild (2006)
- Barnyard (2006)
- The Ant Bully (2006)
- Keeping Up with the Steins (2006)
- Cheaper by the Dozen 2 (2005)
- Zathura (2005)
- Chicken Little (2005)
- Dreamer: Inspired by a True Story (2005)
- Deuce Bigalow: European Gigolo (2005) (tema)
- Les aventures de Sharkboy i Lavagirl (The Adventures of Sharkboy and Lavagirl 3-D) (2005)
- Duma (2005)
- Sin City (2005)(co-composer)
- The Pacifier (2005)
- Un Nadal de bojos (Christmas with the Kranks) (2004)
- The Princess Diaries 2: Royal Engagement (2004)
- Raising Helen (2004)
- The Whole Ten Yards (2004)
- The Passion of the Christ (2004)
- Elf (2003)
- Bruce Almighty (2003)
- Most (2003)
- The Hot Chick (2002)
- The Tuxedo (2002)
- Spy Kids 2: Island of Lost Dreams (2002)
- The Scorpion King (2002)
- Dragonfly (2002)
- Snow Dogs (2002)
- Jimmy Neutron: Boy Genius (2001)
- The Princess Diaries (2001)
- Cats & Dogs (2001)
- Heartbreakers (2001)
- Spy Kids (2001)
- Emperor's New Groove, The (2000)
- Relative Values (2000)
- Replacements, The (2000)
- Adventures of Elmo in Grouchland, The (1999)
- End Of Days (1999)
- Inspector Gadget (1999)
- My Favorite Martian (1999)
- Paulie (1998)
- I Know What You Did Last Summer (1997)
- Liar Liar (1997)
- Relic, The (1997)
- Carpool (1996)
- Getting Away With Murder (1996)
- Cutthroat Island (1995)
- Runaway Brain (1995)
- Sudden Death (1995)
- Little Giants (1994)
- Hocus Pocus (1993)